# Piz Forbesch
Piz Forbesch to szczyt w paśmie Oberhalbsteiner Alpen, w Alpach Retyckich. Leży w południowo-wschodniej Szwajcarii, w kantonie Gryzonia. Jest to drugi pod względem wysokości szczyt Oberhalbsteinu.